# Молочай ужасный
Молоча́й ужа́сный (лат. Euphórbia férox) — многолетнее суккулентное кустарниковое растение; вид рода Молочай (Euphorbia) семейства Молочайные (Euphorbiaceae).

## Морфология

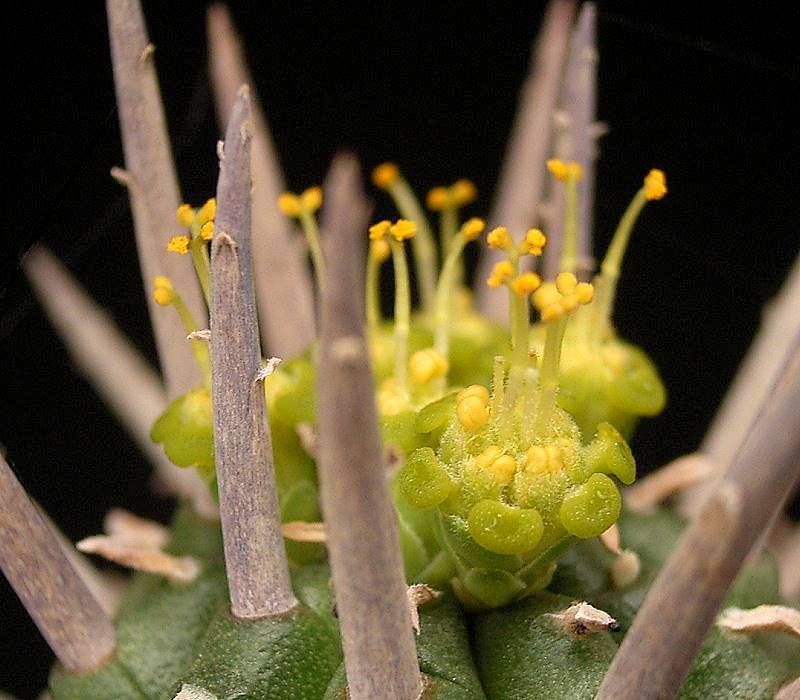
Циатии

Маленькое, колючее, суккулентное кустарниковое растение, ветвящееся от основания, с округлёнными сегментами до 60 см в диаметре.
Ствол зелёный, колоннообразный, покрыт шипами, похож на зелёную кукурузу в початке, покрытую шипами. Рёбра линейные, с небольшими поперечными перетяжками.
Листья крошечные.
Шипы единичные, многочисленные, расположены на расстоянии 6 мм друг от друга, крепкие, толстые, колючие, 1—6 см длиной, меняются от красноватого до пурпурового и в конце серого цвета.

## Распространение
Африка: ЮАР (Капская провинция).
Растёт в Большом Карру, его ареал начинается на востоке окрестностей Грааф Реинет и тянется на запад до Западного Бьюфорта. В этой местности дожди идут круглый год: и зимой, и летом. В некоторых районах он является самым доминирующим видом растений, часто растущим рядом с молочаями Молочаем esculenta и молочаем сосочковым (Euphorbia mammillaris).

## Практическое использование
Выращивается в комнатных условиях. К составу почвы нетребователен. Размножается черенками.

### Таксономическая таблица
|  |                                      |  |                                                             |                                                             |                      |  | ещё 36 семейств (согласно Системе APG II), в том числе Маковые | ещё 36 семейств (согласно Системе APG II), в том числе Маковые |                         |  |  |  | ещё ≈2000 видов |
|  |                                      |  |                                                             |                                                             |                      |  | ещё 36 семейств (согласно Системе APG II), в том числе Маковые | ещё 36 семейств (согласно Системе APG II), в том числе Маковые |                         |  |  |  | ещё ≈2000 видов |
|  |                                      |  |                                                             | порядок Мальпигиецветные                                    |                      |  |                                                                |                                                                | род Молочай (Euphorbia) |  |  |  |                 |
|  |                                      |  |                                                             | порядок Мальпигиецветные                                    |                      |  |                                                                |                                                                | род Молочай (Euphorbia) |  |  |  |                 |
|  | отдел Цветковые, или Покрытосеменные |  |                                                             |                                                             | семейство Молочайные |  |                                                                |                                                                | вид Молочай ужасный     |  |  |  |                 |
|  | отдел Цветковые, или Покрытосеменные |  |                                                             |                                                             | семейство Молочайные |  |                                                                |                                                                |                         |  |  |  |                 |
|  |                                      |  | ещё 44 порядка цветковых растений (согласно Системе APG II) | ещё 44 порядка цветковых растений (согласно Системе APG II) |                      |  |                                                                | ещё >300 родов                                                 | ещё >300 родов          |  |  |  |                 |
|  |                                      |  |                                                             | ещё 44 порядка цветковых растений (согласно Системе APG II) |                      |  |                                                                |                                                                | ещё >300 родов          |  |  |  |                 |